# Sciapus parvus
Sciapus parvus är en tvåvingeart som beskrevs av Van Duzee 1933. Sciapus parvus ingår i släktet Sciapus och familjen styltflugor.
Artens utbredningsområde är Panama. Inga underarter finns listade i Catalogue of Life.